# Jimmy Engoulvent
Jimmy Engoulvent (* 7. Dezember 1979 in Le Mans) ist ein ehemaliger französischer Radrennfahrer.

## Sportliche Laufbahn
Jimmy Engoulvent begann seine Karriere als Elite-Radsportler im Jahre 2001. Zu seinen größten Erfolgen gehören die Gesamtwertungssiege der Tour du Poitou Charentes 2010 und der Quatre Jours de Dunkerque 2012. Er galt als ausgewiesener Prologspezialist und konnte insbesondere im Jahr 2010 bei drei internationalen Etappenrennen jeweils das Prologzeitfahren gewinnen. Bei der Luxemburg-Rundfahrt gewann er insgesamt vier Mal den Prolog.
Bis 2015 startete er fünf Mal bei der Tour de France, ohne vordere Platzierungen zu erreichen. 2012 beendete er die Tour als Letzter und somit als Träger der Lanterne Rouge. Ende 2015 beendete Engoulvent seine Radsportlaufbahn.

## Erfolge
2003
- eine Etappe Tour de la Somme

2006
- eine Etappe Mittelmeer-Rundfahrt

2007
- Prolog Luxemburg-Rundfahrt

2008
- eine Etappe Tour Ivoirien de la Paix

2009
- eine Etappe Les 3 Jours de Vaucluse
- eine Etappe Circuit Cycliste Sarthe
- eine Etappe Tour de Bretagne
- eine Etappe Quatre Jours de Dunkerque
- eine Etappe Tour de Gironde
- eine Etappe Circuito Montañés
- eine Etappe und Mannschaftszeitfahren Tour Alsace

2010
- Prolog Luxemburg-Rundfahrt
- Prolog Boucles de la Mayenne
- Prolog Volta a Portugal
- Gesamtwertung und eine Etappe Tour du Poitou Charentes

2011
- eine Etappe Ruta del Sol

2012
- Gesamtwertung und eine Etappe Quatre Jours de Dunkerque
- Prolog Luxemburg-Rundfahrt

2013
- Prolog Luxemburg-Rundfahrt

2014
- eine Etappe Quatre Jours de Dunkerque
- Prolog Boucles de la Mayenne

## Grand-Tour-Platzierungen
| Grand Tour            | 2004 | 2005 | 2006 | 2007 | 2008 | 2009 | 2010 | 2011 | 2012 | 2013 | 2014 | 2015 |
| --------------------- | ---- | ---- | ---- | ---- | ---- | ---- | ---- | ---- | ---- | ---- | ---- | ---- |
| Giro d’ItaliaGiro     | –    | –    | –    | –    | –    | –    | –    | –    | –    | –    | –    | –    |
| Tour de FranceTour    | 138  | –    | DNF  | –    | 138  | –    | –    | 160  | 153  | 153  | –    | –    |
| Vuelta a EspañaVuelta | –    | –    | –    | –    | –    | –    | –    | –    | –    | –    | 157  | 133  |

## Teams
- 2001–2002 Bonjour
- 200300000 Brioches La Boulangère
- 2004–2005 Cofidis-Le Crédit par Téléphone
- 2006–2008 Crédit Agricole
- 200900000 Besson Chaussures-Sojasun
- 201000000 Saur-Sojasun
- 201100000 Saur-Sojasun
- 201200000 Saur-Sojasun
- 201300000 Sojasun
- 201400000 Team Europcar
- 201500000 Team Europcar